# Jagdgeschwader 27
Il Jagdgeschwader 27 (JG 27 - 27º stormo caccia), soprannominato Afrika, fu un reparto aereo della Luftwaffe, l'aeronautica militare tedesca, attivo dal 1939 al 1945. Raggiunse la notorietà in particolare per il ruolo svolto nella campagna del Nordafrica, in supporto della Deutsches Afrikakorps, grazie anche ad assi quali Hans-Joachim Marseille. L'unico tipo di velivolo impiegato dallo stormo fu il Messerschmitt Bf 109.

## Formazione
Il Geschwader Stab (personale di comando) e il I./JG 27 (1º gruppo caccia) furono creati a Handorf, in Germania, il 1º ottobre 1939. L'emblema della I./JG 27, rappresentante una mappa dell'Africa , è stato voluto nel 1940 dal comandante del gruppo Helmut Riegel (ucciso in azione il 20 luglio dello stesso anno), che era nato nella Deutsch-Südwestafrika.
Il II./JG 27 fu costituito nel gennaio 1940 a Magdeburgo, in luglio il I./JG 1 fu trasferito nel JG 27, diventando il III./JG 27. Dal luglio 1941 nel reparto fu integrato un contingente spagnolo, che fu inquadrato nel 15./JG 27 (15ª squadriglia). Il IV./JG 27 fu costituito nel giugno 1943 a Kalamaki, in Grecia.

## Storia

### Fronte occidentale ed orientale

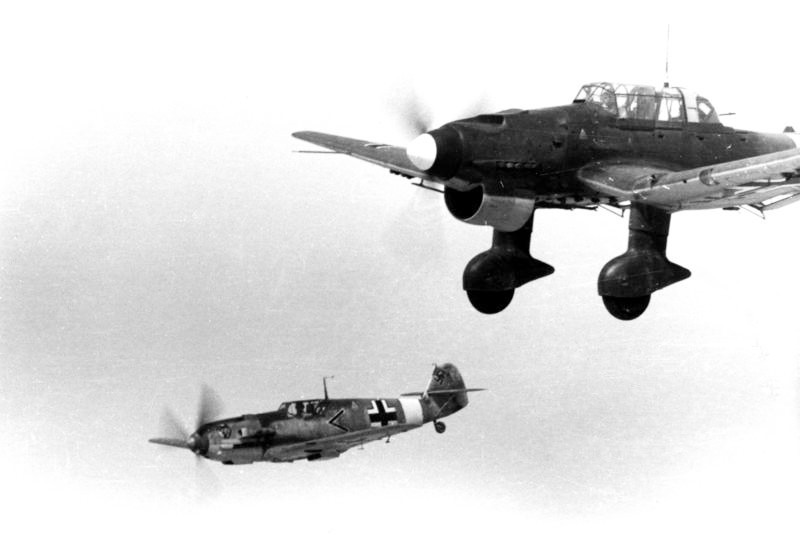
Un Bf 109E-7 del JG 27 scorta un Ju 87B del II./StG 2, gennaio 1941

Il JG 27 operò estesamente durante la campagna di Francia come parte della VIII. Fliegerkorps, ottenendo numerose vittorie ai danni dei bombardieri alleati sopra alla Mosa. Il JG 27 ottenne complessivamente 285 vittorie, con l'Hauptmann Wilhelm Balthasar (del 1./JG 1, che a luglio divenne il 7./JG 27) diventato il miglior asso della campagna con 24 aerei abbattuti e 13 distrutti a terra. Adolf Galland, in quel momento aiutante del comandante di reparto, l'Oberst Max Ibel, ottenne 14 vittorie. Basato vicino a Cherbourg durante la battaglia d'Inghilterra, sui cieli britannici il JG 27 ottenne 146 vittorie, al prezzo di 83 Bf 109E persi in azione, con 58 piloti morti, dispersi o prigionieri di guerra al dicembre 1940. Dal 24 settembre al 5 novembre il JG 27 è stato basato nell'aeroporto di Saint-Inglevert, a Passo di Calais. In novembre il JG 27 viene riassegnato in Germania, in modo da far riposare il personale e di riequipaggiare il reparto.
Nell'aprile 1941 il reparto servì brevemente nei Balcani, per poi spostarsi (con l'eccezione del I./JG 27) per prendere parte all'operazione Barbarossa, l'apertura delle ostilità contro l'Unione Sovietica. Il primo giorno di azione l'aereo di Wolfgang Schellmann, che aveva appena ottenuta la sua 25ª vittoria contro un I-16, fu centrato in pieno da un I-53, pilotato dal tenente Kuzmin. Kuzmin rimase ucciso nella collisione, ma Schellmann sopravvisse e riuscì a lanciarsi. Una volta a terra non riuscì però tornare a dietro alle linee tedesche, fu infatti catturato e ucciso da uomini dell'NKVD.
In settembre al JG 27 si unì un contingente spagnolo, che divenne la 15./JG 27. Richiamati in Spagna nel gennaio 1942, nelle 460 missioni svolte sul fronte orientale ottennero dieci vittorie. In novembre il reparto tornò in Germania per un nuovo riequipaggiamento. Dopo un breve periodo nel fronte orientale, il JG 27 partì per l'Africa.

### In Nordafrica

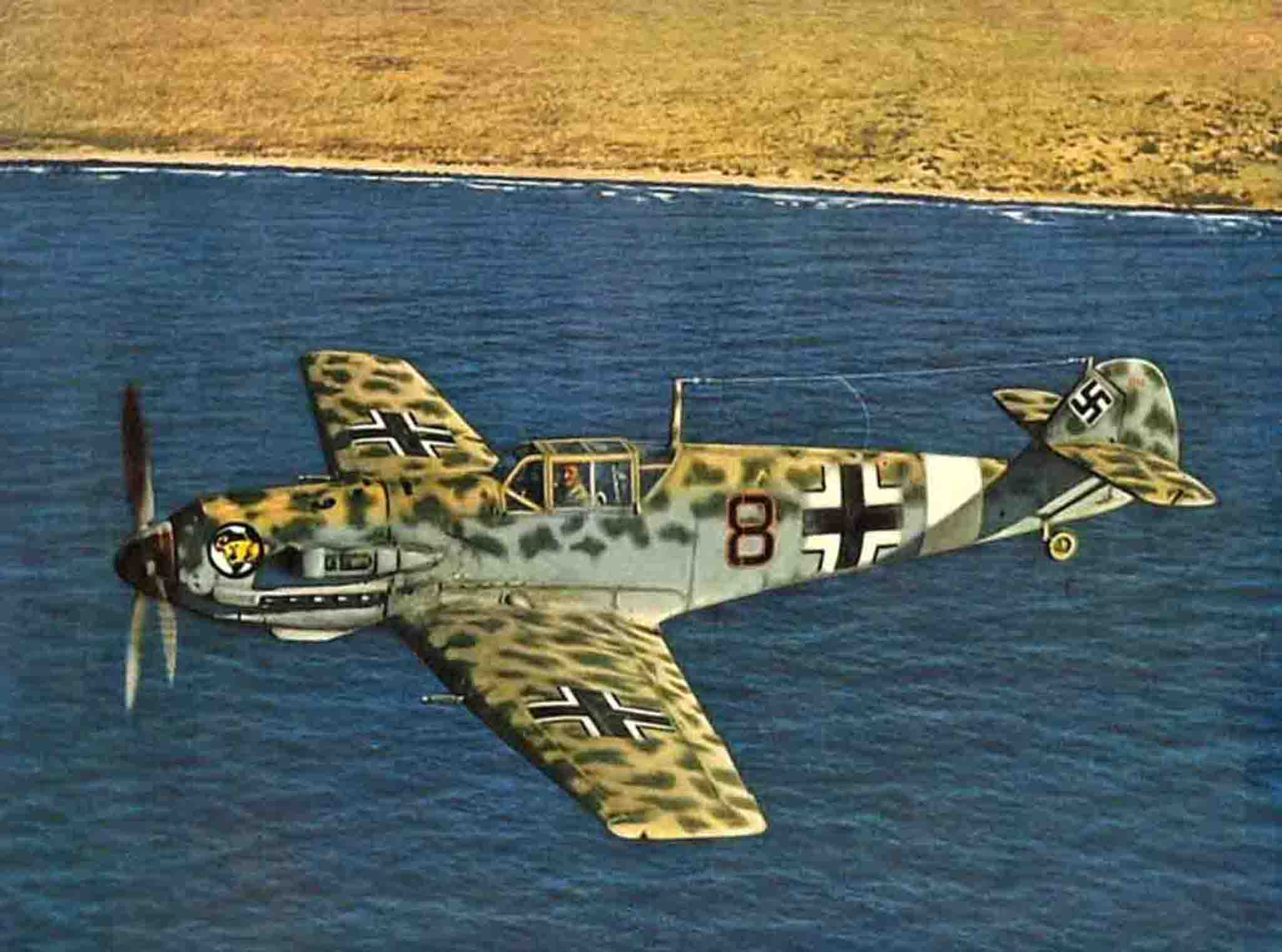
Un Bf 109E-4 Trop del JG 27 in volo lungo le coste del Nord Africa, 1941

Nell'aprile 1941 il I./JG 27 fu inviato a Ain el-Gazala, in Nord Africa, al fine di sostenere la Deutsches Afrikakorps. Sotto al comando di Eduard Neumann, uno dei più capaci comandanti della Luftwaffe, il I./Jg 27 accrebbe rapidamente le sue prestazioni. Il 19 aprile il I./JG 27 ottenne le sue prime quattro vittorie in Africa. Una di queste, ottenuta da Karl-Wolfgang Redlich, Staffelkapitän del 1./JG 27, fu la 100ª vittoria del I./JG 27 dall'inizio della guerra.
In settembre, il I./JG 27 fu raggiunto dal II./JG 27, al comando di Wolfgang Lippert, che sul fronte orientale aveva ottenuto 43 vittorie in tre settimane. L'arrivo del II./JG 27, equipaggiato coi nuovi Bf 109F-2/Trop, versione specializzata per le condizioni operative africane, consentì al I./JG 27 di tornare in Germania, uno Staffel (squadriglia) alla volta, per scambiare i vecchi Bf 109E Emils coi nuovi Bf 109 Friedrichs. L'intero processo richiese ben più di un mese. Con l'arrivo dalla Russia del III./JG 27, alla fine di ottobre, entro dicembre l'intero JG 27 fu nel Nord Africa. Complessivamente, sul fronte orientale il JG 27 aveva ottenuto 270 vittorie, a fronte di sole 16 perdite.
L'arrivo del JG 27 ebbe un impatto immediato sull'andamento della campagna, fino a quel momento dominata dalla Desert Air Force alleata. Il JG 27 divenne subito sinonimo di Afrikakorps e della campagna in Nord Africa, fornendo copertura aerea alle truppe di Erwin Rommel per quasi tutte le operazioni nel deserto, dalla fine del 1941 al novembre 1942.

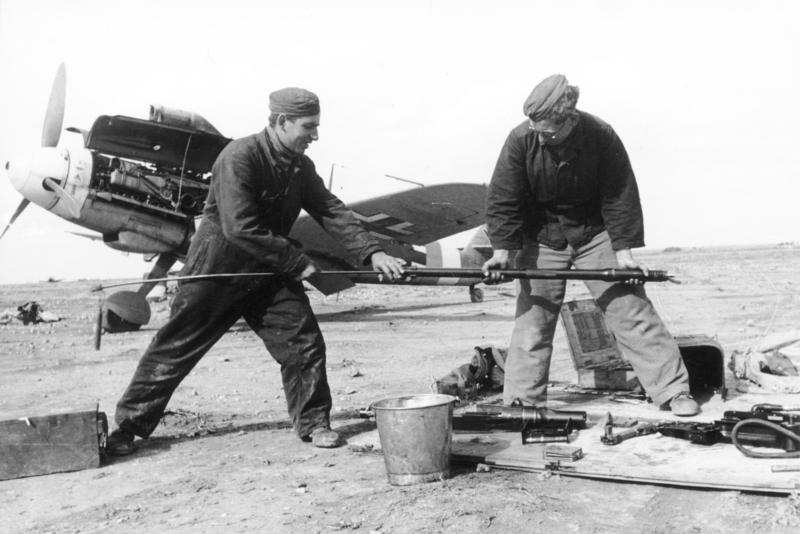
Durante la campagna del Nord Africa, il personale di terra del JG 27 era costretto spesso a lavorare in condizioni estreme. La foto ritrae due membri dello staff dell'asso Marseille, Hoffmann (a sinistra) e Berger, intenti nella pulizia di un cannone del suo Bf-109F "14 Giallo".

La Desert Air Force, equipaggiata con obsoleti Hurricane e P-40 pilotati da piloti inesperti e poco addestrati, subì pesanti perdite nel confronto col JG 27, nonostante la manutenzione dei Bf 109 effettuata spesso in condizioni estreme e la cronica carenza di carburante limitarono notevolmente l'efficacia del reparto tedesco. Il 24 marzo 1942 Friedrich Körner ottenne la 1.000ª vittoria del JG 27, abbattendo un A-20 Boston. 
Il 22 febbraio al tenente Hans-Joachim Marseille e all'Oberfeldwebel Otto Schulz fu assegnata la Croce di Cavaliere della Croce di Ferro, per il raggiungimento, rispettivamente, delle 50 e 44 vittorie complessive.
Il 23 marzo il III./JG 27 inviò un piccolo distaccamento a Kastelli, Creta. Il 5 maggio fu aggiunta una quarta squadriglia al III./JG 27, la 10.(Jabo)/JG 27. Jabo o Jagdbomber era il termine tedesco che identificava i cacciabombardieri. 
Due settimane dopo, il 20 maggio, l’Oberleutnant Gustav Rodel assunse il comando del II./JG 27 e tre giorni dopo rivendicò due dei 12 P-40 abbattuti dal suo Gruppe, portando il suo totale a 41 vittorie.
Con l'inizio dell'offensiva dell’Afrika Korps, il 26 maggio, i caccia dello JG 27 vennero chiamati a giocare un ruolo decisivo durante la battaglia di Gazala. In questo contesto, Marseille diede ancora prova della sua abilità e combattività, il 3 giugno, vicino a Bir-Hakeim, in un combattimento contro i P-40 del No. 5 Squadron SAAF: gli vennero accreditate sei vittorie aeree in poco più di 10 minuti. Con un totale di 75 abbattimenti, tre giorni dopo, gli vennero concesse le "Foglie di Quercia".
L'altro grande asso dello Geschwader, Schulz, recentemente promosso Oberleutnant, rivendicò la sua vittoria numero 51 ai danni di un Hurricane del No. 274 Squadron il 17 giugno 1942, ma venne subito dopo abbattuto e ucciso dal pilota canadese James F. Edwards.
Il 7 agosto uno Schwarm del 5./JG 27, guidato dall'Oberfeldwebel Clade Emil, intercettò per un Bristol Bombay del No. 216 Squadron RAF. Il Bombay trasportava un passeggero speciale: Il tenente generale William Gott, nominato poche ore prima comandante della Eight Army. Con un primo passaggio, Clade costrinse il Bombay a effettuare un atterraggio forzato. L'Unteroffizier Bernd Schneider aprì il fuoco sull'aereo a terra, uccidendo tutti gli occupanti del Bombay, incluso Gott, ad eccezione di uno. Gott fu il militare britannico di grado più alto a essere ucciso dal fuoco nemico durante la seconda guerra mondiale. La sua morte costrinse i britannici a nominare frettolosamente un nuovo comandante per l'Eight Army. Alla fine fu scelto l'allora quasi-sconosciuto Bernard Law Montgomery.
Il 1º settembre le truppe dell'Afrikakorps attaccarono gli Alleati a El Alamein. Fu uno tra i giorni di maggior successo per il JG 27, con Marseille che da solo abbatté 17 aerei, distruggendo 8 P-40 in appena 10 minuti durante una sortita sopra Alam Halfa. Tuttavia alcuni autori ritengono che 2-4 delle vittorie reclamate da Marseille non fossero corrette.
L'autore Stephen Bungay sottolinea il limitato valore tattico dell'abbattere i caccia della DAF piuttosto che i bombardiere, che nel 1942 infliggevano pesanti perdite all' Afrikacorps quanto alle truppe di terra italiane. In particolare, Bungay sottolinea come quel giorno i bombardieri della DAF riuscirono ad attaccare impunemente le forze di terra dell'Asse, mentre Marseille abbatteva probabilmente 15 caccia, mentre il resto dei piloti della Luftwaffe abbatté complessivamente altri 5 aerei:
(Stephen Bungay, Alamein)
La cifra 100 piloti riportata da Bungay rappresenta il totale del reparto, e non il numero di quelli che effettivamente presero parte ai combattimenti del 1º settembre, che invece fu al massimo di 50. Il maggiore Robert Tate della United States Air Force rifiuta la teoria di Bungay riguardo alle rivalità interne, sostenendo che tra i piloti alleati esistevano rivalità molto maggiori:
(Robert Tate)

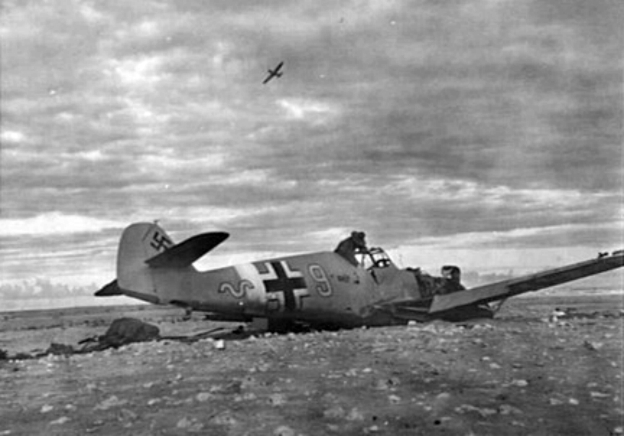
Il Bf 109F-4 Trop di Heinz-Albrecht Drunk, trovato nei pressi di Daba, Egitto. Il pilota, appartenente al 9./JG 27, si paracadutò dall'aereo per ragioni rimaste ignote il 28 novembre 1942. È considerato disperso in azione.

Alla fine del 1942, la superiorità numerica degli Alleati iniziò a pesare. Nel giro di tre settimane, il JG 27 fu scosso dalla morte di tre suoi assi:
- Günter Steinhausen: 40 vittorie, ucciso in azione dagli Hurricane del No. 127 Squadron RAF;[13]
- Hans-Arnold Stahlschmidt: 59 vittorie, ucciso in azione da uno Spitfire del No. 601 Squadron RAF;[13]
- Hans-Joachim Marseille: 158 vittorie, si era guadagnato il soprannome di La Stella d'Africa, rimasto ucciso in un incidente aereo.

A novembre, l'intensità delle operazioni era tale che spesso il JG 27 aveva meno di una dozzina di aerei a terra. Per combattere la comprensibile stanchezza dei piloti, nonché il basso morale, in ottobre lo Stab e i gruppi I. e III. furono trasferiti in Sicilia, da cui parteciparono alle operazioni contro Malta. Tornarono brevemente in Nord Africa, ma nel dicembre 1942 tutto il JG 27 fu ritirato in maniera definitiva dal teatro africano, dove al suo posto fu mandato il JG 77.
Il I./JG 27 ottenne 588 vittorie tra l'aprile 1941 e il novembre 1942. Di queste ben 250, cioè il 42% del totale, furono ottenute da Stahlschmidt, Steinhausen e Marseille, i tre assi morti nel settembre 1942. Le vittorie totali in Nord Africa per il JG 27 furono 1.166, così ripartite:
- Stab: 1
- I./JG 27: 588
- II./JG 27: 477
- III./JG 27: 100

Il JG 27 perse circa 200 aerei e 113 piloti in azione. In Nord Africa morirono 37 avieri in combattimento aereo (due per fuoco di terra), 25 furono classificati come dispersi in azione (23 di essi in combattimento aereo), 27 come prigionieri di guerra (26 di essi in combattimento aereo) e 24 furono gravemente feriti in azione (18 di essi in combattimento aereo). I piloti migliori che sopravvissero furono Werner Schröer (I./JG 27 ) con 61 vittorie e Gustav Rödel (II./JG 27) con 52. La maggior parte del JG 27 scampò alla sconfitta finale delle forze dell'Asse in Africa, in Tunisia. Dopo essersi ritirate in aeroporti nell'ovest della Cirenaica, abbandonando un gran numero di suoi aerei lungo il percorso, l'unità cedette il resto dei suoi aerei al JG 77 ed il personale fu evacuato dal Nord Africa il 2 novembre. Il II./JG 27 rimase per circa un altro mese, stanziato nella base di Merduna. Durante quel mese il gruppo perse tre piloti, ottenendo invece sei vittorie contro i caccia alleati. L'ultima di queste, un Kittyhawk, fu la prima vittoria di Hans Lewes, della Staffel 6, ottenuta nella sortita finale del JG 27 in Africa, la mattina del 6 dicembre 1942. Tutto il personale lasciò tra il 12 e il 18 dicembre l'intera regione. Il personale di terra partì per Tripoli il 12 dicembre.
Durante tutta la guerra in Nord Africa, venne riconosciuto al JG 27 l'abbattimento di 1.166 aerei alleati. Le richieste fatte durante la guerra ammontarono a 1.799.

#### Dubbi sulle vittorie reclamate in Africa
L'autore australiano Russell Brown ha messo in dubbio l'esattezza delle vittoria aeree dichiarate dai piloti del JG 27 in Nord Africa. Brown, che sostiene di aver esaminato i registri dei singoli squadroni della Desert Air Force, suggerisce che nell'assegnazione delle vittorie in Nord Africa la Luftwaffe fosse meno severa di quanto non lo fosse stata durante la battaglia d'Inghilterra.
Brown punta il dito contro le prove ritenute sufficienti per assegnare una vittoria, ad esempio sembra che fosse sufficiente la testimonianza di un comandante di Panzer che riferiva di aver visto una nube di polvere dopo che un aereo alleato era passato oltre ad una duna di sabbia.
Egli elenca anche diverse date in cui sarebbe dimostrabile che i piloti del JG 27 reclamarono un numero di vittorie eccessivo. Ad esempio, ai piloti di JG 27 fu accreditato di aver distrutto 19 o 20 P-40 del No. 239 Wing (No. 3 Squadron RAAF, No. 112 Squadron RAF e No. 450 Squadron RAAF) il 15 settembre 1942. Marseille avrebbe sostenuto da solo 7 abbattimenti in 6 minuti. Tuttavia, Brown sostiene che i registri dei singoli squadroni alleati mostrano un totale di 5 aerei persi in combattimento e 1 per il fuoco amico di una contraerea. Questa ipotesi è sostenuta da altri autori.

### Ritorno in Europa

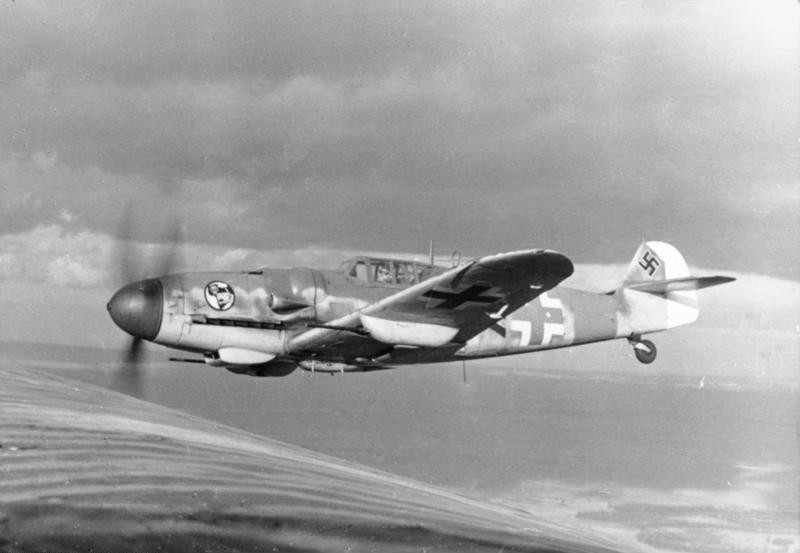
Un Bf-109G-6 del JG 27, 1943. Il velivolo monta una coppia MG 151 supplementari sotto alle ali.

Nel 1943 il I./JG 27 fu inviato nel nord della Francia, ai comandi della Luftflotte 3, mentre il II./JG 27 fu trasferito in Sicilia e a Brindisi, col compito di proteggere i convogli di rifornimento che facevano la spola tra la Sicilia e la Tunisia. Durante queste operazioni, il miglior pilota si rivelò Willi Kientsch, che ottenne 25 vittorie, in aggiunta alle 17 ottenute in Africa. II gruppo tornò in Germania nell'agosto 1943 per partecipare alla Difesa del Reich. Fu basato a Francoforte, Wiesbaden e Merzhausen. Il gruppo, sotto al comando di Werner Schröer, vide la sua prima azione il 6 settembre 1943, quando abbatté 9 B-17. Nel maggio 1943, in Grecia, fu creato il IV./JG 27, che fu inviato a difendere i campi petroliferi di Ploiești, in Romania. Il I./JG 27 trovò molte difficoltà nel passaggio dalla guerra nel deserto alle operazioni anti-bombardieri, molti piloti erano reclute fresche di addestramento, mentre i piloti esperti non avevano familiarità col teatro europeo. Il Gruppenkommandeur Heinrich Setz, 132 vittorie contro gli aerei sovietici, fu ucciso in azione nel marzo 1943. Erich Hohagen, veterano del JG 2, fu posto a comando del I./JG 27, ma rimase gravemente ferito nel luglio del 1943, e subito dopo il gruppo fu trasferito nel sud della Francia. Lo Stab, il III. ed il IV./JG 27 rimasero a Creta e nelle isole greche ed entrarono in azione contro gli sbarchi, rivelatisi fallimentari, che i britannici tentarono nell'autunno 1943. Il reparto raggiunse le 2.000 vittorie il 29 settembre 1943. Il I./JG 27, di stanza a Wels, vide aumentare sia il numero del personale che degli aerei, raddoppiati rispetto alle condizioni normali, in quanto era impegnato nella formazione di giovani piloti, addestrandoli a diventare capo formazione.
Il 14 maggio 1944 Franz Stadler, del 7./JG 27, ottenne l'ultima vittoria dell'unità nel teatro del Mediterraneo, quando la Staffell rivendicò l'abbattimento di sei Savoia-Marchetti S.M.84 dell'Aeronautica Cobelligerante Italiana sopra il canale d'Otranto. Gli aerei abbattuti in realtà erano dei CANT. Z 1007 di una formazione di nove trimotori dell'88º Gruppo, di ritorno da una missione di rifornimento ai partigiani su Kolasin. Cinque CANT. Z 1007 caddero nel mar Adriatico mentre altri due atterrarono pesantemente danneggiati alla loro base di Lecce-Galatina, in Puglia. L'unità italiana ebbe 26 morti in questo scontro. 
Anche l'ultima vittima del JG 27 in questo teatro, Gerhard Siegling, fu abbattuta ed uccisa durante questa azione, dal fuoco difensivo di trimotori italiani. Fu l'ultimo dei 150 piloti tedeschi uccisi nel teatro del mediterraneo.
Nel giugno 1944, con l'invasione della Francia il I., il III. e il IV./JG 27 furono gettati in battaglia, inizialmente da aeroporto vicino a Reims. Entro settembre i reparti tedeschi in Francia erano stati decimati, col JG 27 che da solo perse 200 aerei, con 87 piloti morti e 62 feriti. Le vittorie ottenute dal reparto contro gli Alleati furono solo 146. Il JG 27 si ritirò in Sassonia per riequipaggiarsi. Nel frattempo il II./JG 27 era in Austria, lavorando sul nuovo Bf 109G-6/AS, versione specializzata per i combattimenti ad alte quote. All'inizio dell'autunno, lo Geschwader raggiunse il massimo della sua forza, nell'intera storia dell'unità, potendo disporre di circa 250 caccia. Tuttavia, la scarsità di carburante aveva raggiunto livelli critici e la maggior parte dei piloti erano novizi o veterani di unità da bombardamento o da ricognizione ormai dismesse, con poca o nessuna esperienza di combattimento su aerei da caccia.
In novembre il JG 27, tornato ad operare Difesa del Reich, fu attivo nella Germania meridionale ed in Austria contro i bombardieri della 15th Air Force dell'USAAF.
L'illusorietà della nuova forza dello JG 27 si rivelò ben presto. Il 2 novembre 1944, la 8th Air Force organizzò un massiccio raid contro gli impianti per la produzione di carburante sintetico di   Merseburg-Leuna. Tutti i quattro Gruppen decollarono per intercettare l'armata aerea di oltre 600 bombardieri B 17 e i loro caccia di scorta, ma andarono incontro alla peggior sconfitta mai subita nella loro storia, in un singolo giorno: lo JG 27 dovette registrare 53 aerei abbattuti, 27 piloti uccisi ed 11 feriti, a fronte di sei P-51 Mustang abbattuti.
Il reparto prese parte, insieme al JG 54, alla sfortunata Operazione Bodenplatte, gli attacchi agli aeroporti alleati nel giorno di Capodanno del 1945. Decollarono complessivamente ventotto Bf 109 del JG 27 e quindici Fw-190 del JG 54. Sette caccia furono persi a causa degli aerei nemici e del fuoco dell'artiglieria antiaerea amica prima di raggiungere l'obiettivo. I piloti dei JG 27 e 54 dichiararono che 85 aerei britannici furono distrutti e 40 danneggiati. La ricognizione tedesca fu in grado di confermarne solo 49. Il JG 27 subì pesanti perdite: diciassette Bf 109, undici uccisi, uno ferito e tre catturati, mentre il JG 54 perse tre Fw-190 e uno fu gravemente danneggiato, due piloti uccisi e uno catturato. La Luftwaffe perse più aerei in quel che in qualsiasi altro giorno durante la guerra. Le perdite più gravi furono quelle dei piloti di caccia che non potevano essere sostituiti.
Il IV./JG 27 fu sciolto nel marzo 1945, ed i suoi membri andarono a rinforzare altri gruppi.
I resti del JG 27 operarono da Salisburgo fino all'8 maggio, giorno della fine della seconda guerra mondiale in Europa. Il comandante del JG 27, Ludwig Franzisket, si arrese a forze statunitensi nelle vicinanze.

## Statistiche
Il reparto ottenne 3.142 vittorie, perdendo 1.400 aerei. 725 piloti rimasero uccisi in azione.
|            | Vittore | Perdite umane |
| ---------- | ------- | ------------- |
| Stab JG 27 | 82      | 12            |
| I./JG 27   | 989     | 180           |
| II./JG 27  | 962     | 234           |
| III./JG 27 | 851     | 173           |
| IV./JG 27  | 258     | 126           |

## Decorazioni individuali
A piloti del JG 52 furono assegnate:
- 23 Croci di Cavaliere della Croce di Ferro (2 postume)
- 8 Croci di Cavaliere con Fronde di Quercia (3 postume)
- 3 Croci di Cavaliere con Fronde di Quercia e Spade
- 1 Croci di Cavaliere con Fronde di Quercia, Spade e Diamanti

## Comandanti

### Kommodore (comandanti di stormo)
- Oberstleutnant Max Ibel (1º ottobre 1939 – 10 ottobre 1940)
- Major Bernhard Woldenga (11 ottobre 1940 – 22 ottobre 1940)
- Major Wolfgang Schellmann (22 ottobre 1940 – 21 giugno 1941) †
- Major Bernhard Woldenga (21 giugno 1941 – 10 giugno 1942)
- Oberstleutnant Eduard Neumann (10 giugno 1942 – 22 aprile 1943)
- Oberstleutnant Gustav Rödel (22 aprile 1943 – 29 dicembre 1944)
- Major Ludwig Franzisket (30 dicembre 1944 – 8 maggio 1945)

### Geschwaderadjutanten (aiutanti del comandante)
- Hauptmann Joachim Schlichting (1º novembre 1939 – 13 febbraio 1940)
- Hauptmann Eduard Neumann (13 febbraio 1940 – 20 luglio 1940)
- Hauptmann Herbert Nebenführ (luglio 1940 – 12 giugno 1941)
- Hauptmann Hermann Schultz (giugno 1941 – 30 marzo 1942) ferito in azione
- Vacante (31 marzo 1942 – 26 maggio 1942)
- Hauptmann Ernst Düllberg (26 maggio 1942 – 16 ottobre 1942)
- Vacante (16 ottobre 1942 – ?)
- Oberleutnant Jost Schlang (? – 4 gennaio 1944) †
- Vacante (5 gennaio 1944 – 9 marzo 1944)
- Hauptmann Geert Suwelack (10 marzo 1944 – 6 ottobre 1944)
- Vacante (7 ottobre 1944 - 8 maggio 1945)

### Gruppenkommandeure (comandanti di gruppo)

#### I./JG 27
- Hauptmann Helmut Riegel (1º ottobre 1939 – 20 luglio 1940)
- Major Eduard Neumann (21 luglio 1940 – 7 giugno 1942)
- Hauptmann Gerhard Homuth (8 giugno 1942 – novembre 1942)
- Hauptmann Heinrich Setz (12 novembre 1942 – 13 marzo 1943)
- Hauptmann Hans-Joachim Heinecke (17 marzo 1943 – 7 aprile 1943)
- Hauptmann Erich Hohagen (7 aprile 1943 – 15 luglio 1943)
- Hauptmann Hans Remmer (1º giugno 1943 - ?)
- Hauptmann Ludwig Franzisket (15 luglio 1943 – 12 maggio 1944)
- Hauptmann Hans Remmer (marzo 1944)
- Hauptmann Walter Blume (3 aprile 1944 - ?)
- Hauptmann Ernst Börngen (13 maggio 1944 – 19 maggio 1944)
- Major Karl-Wolfgang Redlich (20 maggio 1944 – 29 maggio 1944)
- Hauptmann Walter Blume (30 maggio 1944 – 11 giugno 1944)
- Hauptmann Rudolf Sinner (12 giugno 1944 – 1º agosto 1944)
- Hauptmann Siegfried Luckenbach (solo il 30 luglio 1944)
- Hauptmann Diethelm von Eichel-Streiber (agosto 1944 – 30 novembre 1944)
- Hauptmann Johannes Neumayer (1º dicembre 1944 – 11 dicembre 1944)
- Hauptmann Werner Schüller (11 dicembre 1944 - ?)
- Hauptmann Eberhard Schade (12 dicembre 1944 – 1º marzo 1945)
- Leutnant Buchholz (1º marzo 1945 - ?)
- Hauptmann Emil Clade (3 aprile 1945 – 8 maggio 1945)

#### II./JG 27
- Hauptmann Erich von Selle (1º gennaio 1940 – 1º febbraio 1940)
- Hauptmann Walter Andres (1º febbraio 1940 – 30 settembre 1940)
- Hauptmann Ernst Düllberg (8 agosto 1940 - ?)
- Hauptmann Wolfgang Lippert (4 settembre 1940 – 23 novembre 1941)
- Oberleutnant Gustav Rödel (? - 25 dicembre 1941)
- Hauptmann Erich Gerlitz (25 dicembre 1941 – 20 maggio 1942)
- Hauptmann Gustav Rödel (20 maggio 1942 – 20 aprile 1943)
- Hauptmann Werner Schröer (20 aprile 1943 – 13 marzo 1944)
- Hauptmann Fritz Keller (14 marzo 1945 – 7 maggio 1945)
- Major Walter Spies (? - 12 dicembre 1944) †
- Hauptmann Herbert Kutscha (? - 25 dicembre 1944)
- Hauptmann Gerhard Hoyer (? - 21 gennaio 1945) †

#### III./JG 27
- Hauptmann Joachim Schlichting (9 luglio 1940 - 7 settembre 1940)
- Hauptmann Max Dobislav (7 settembre 1940 - 1º ottobre 1941)
- Hauptmann Erhard Braune (1º ottobre 1941 - 16 ottobre 1942)
- Hauptmann Ernst Düllberg (16 ottobre 1942 - 1º ottobre 1944)
- Oberleutnant Franz Stigler (1º ottobre 1944 - ?)
- Hauptmann Dr. Peter Werfft (ottobre 1944)
- Oberleutnant Emil Clade (febbraio 1945)

#### IV./JG 27
- Hauptmann Rudolf Sinner (giugno 1943)
- Oberleutnant Dietrich Boesler (settembre 1943)
- Oberleutnant Alfred Burk (ottobre 1943)
- Hauptmann Joachim Kirschner (ottobre 1943)
- Hauptmann Otto Meyer (1º febbraio 1943 - ?)
- Hauptmann Hanns-Heinz Dudeck (luglio 1944)
- Hauptmann Ernst-Wilhelm Reinert (2 gennaio 1945 - ?)